# José Câmnate na Bissign
José Câmnate na Bissign (Mansôa, 28 de maig de 1953) és un bisbe catòlic de Guinea Bissau. És el primer bisbe nadiu de Guinea Bissau.
Va ser ordenat sacerdot a Bissau el 31 de desembre de 1982, amb 29 anys. Després de la mort de Settimio Ferrazzetta, va ser nomenat segon bisbe de la diòcesi de Bissau el 15 d'octubre de 1999. Va ser ordenat bisbe el 12 de febrer de 2000.
Ha estat involucrat en el diàleg entre els diferents grups polítics i religiosos a Guinea Bissau. Va ser un dels principals defensors de la Comissió Justícia i Pau i del Consell per al diàleg ecumènic, interreligiós i per a la promoció de la dignitat humana.